# Callithea depuiseti
Callithea depuiseti är en fjärilsart som beskrevs av Felder 1861. Callithea depuiseti ingår i släktet Callithea och familjen praktfjärilar. Inga underarter finns listade i Catalogue of Life.